# シティ・オブ・ジョイ
『シティ・オブ・ジョイ』（原題: City of Joy）は、1992年制作のフランス・イギリス合作映画。
当時の現代インドの貧困、特にスラム街での生活を描いたドミニク・ラピエール原作の同名小説をローランド・ジョフィ監督、パトリック・スウェイジ主演で映画化。
スウェイジはノーギャラで出演を引き受けた。

## あらすじ
アメリカ人医師マックス・ロウは1人の少女の命を救えなかった事で絶望し、心を癒すためインドのカルカッタにやって来た。
そこで彼はひょんな事からジョアンが経営する診療所「シティ・オブ・ジョイ＝歓喜の街」に転がり込み、そこの仕事を手伝ううちに様々な人間模様を目の当たりにして、次第に医師としての誇りを取り戻していくのであった。

## キャスト
| 役名             | 俳優                                  | 日本語吹替 |
| ---------------- | ------------------------------------- | ---------- |
| マックス・ロウ   | パトリック・スウェイジ                | 大塚芳忠   |
| ハザリ・パル     | オム・プリ                            | 増岡弘     |
| ジョアン・バセル | ポーリーン・コリンズ                  | 竹口安芸子 |
| カムラ・パル     | シャバーナー・アーズミー              | 塩田朋子   |
| アムリタ・パル   | アエシャ・ダルケル                    |            |
| シャンブー・パル | サントゥ・チョウドリー                | 近藤玲子   |
| マヌジ・パル     | イムラン・バドサー・カーン            | 亀井芳子   |
| ガタク           | シャマナンド・ジャラン                | 渡部猛     |
| スニル           | アンジャン・ドゥッタ                  |            |
| アショカ         | アート・マリック                      | 池田勝     |
| アノール         | ナビル・シャバン                      | 緒方賢一   |
| ラム             | デバトシュ・ゴーシュ                  | 秋元羊介   |
| アシシュ         | パワン・マルホートラ                  |            |
|                  | サム・ワナメイカー （クレジットなし） |            |

その他：石井敏郎、鈴木れい子、植村達雄、稲葉実、荒川太郎、秋元千賀子、本多知恵子、曽我部あきよ、岡和男、有馬瑞香、高木渉、島香裕